# Internationaal Seinboek
Het Internationaal Seinboek (International Code of Signals, ICS) is de SOLAS-standaard op het gebied van signalen. Met resolutie A.80(IV) werd op 27 september 1965 bepaald dat de code op 1 januari 1968 van kracht zou worden. Met de code worden bepalingen uit SOLAS hoofdstuk V nader gespecificeerd.
De code behandelt verschillende soorten signalen:
- seinvlaggen
- signaallamp (aldislamp)
- geluidssignalen
- stem via megafoon
- radiotelegrafie
- radiotelefonie
- semafooralfabet

Het gebruik van signalen op zee kent een lange geschiedenis, waaronder de code van Frederick Marryat uit 1817. De eerste internationale code werd in 1855 opgesteld door het Britse Ministerie van Handel die in 1857 gepubliceerd werd. In 1887 begon het Britse Ministerie van Handel aan een amendement dat besproken werd tijdens de Internationale Maritieme Conferentie van Washington in 1889. Op 1 juli 1897 werd deze van kracht. Het seinboek werd ter beschikking gesteld aan alle zeemogendheden. Het is in eerste instantie uitgegeven in zeven talen (Engels, Frans, Italiaans, Duits, Japans, Spaans en Noors), later werd het boek ook uitgegeven in andere talen, waaronder Russisch en Grieks.
Met de ontwikkeling van nieuwe technieken werd herziening noodzakelijk, waartoe in 1927 tijdens de Internationale Radiotelegrafie Conferentie van Washington voorstellen werden gedaan. Het werk werd voltooid in 1930 en tijdens de Internationale Radiotelegrafie Conferentie van Madrid in 1932 aangenomen.
In 1947 stelde de Internationale Telecommunicatie-unie voor dat de code onder de Internationale Maritieme Organisatie zou vallen. In 1958 werd deze organisatie actief en accepteerde in 1959 met resolutie A.3(I) deze verantwoordelijkheid. In 1961 werd begonnen aan een revisie die in 1964 voltooid werd en in 1965 aangenomen. Aanwezigheid van het Internationaal Seinboek is in 1965 voor in Nederland thuisbehorende schepen voorgeschreven in artikel 98 van het Schepenbesluit voor zeegaande schepen van 150 ton of meer.